# Ларгвис
Ларгвис (осет. Ларгуис, груз. ლარგვისი — Ларгвиси) — село в Закавказье, расположено в Ленингорском районе Южной Осетии, фактически контролирующей село; согласно юрисдикции Грузии — в Ахалгорском муниципалитете.
Центр Ларгвийской сельской администрации в РЮО.

## География и состав
Село находится при впадении реки Чурта в реку Ксани (Чисандон) на севере Ленингорского района.

## Население
Село населено этническими грузинами. По данным 1959 года в селе жило 182 жителя — в основном только грузины. По переписи 2002 года (проведённой властями Грузии, контролировавшей восточную часть Ленингорского/Ахалгорского района на момент проведения переписи) в селе жило 259 человек, в том числе 97 % составили грузины. По переписи 2015 года, проведённой властями Южной Осетии, — 137 человек.

## История
В период южноосетинского конфликта в 1992—2008 гг. село входило в состав восточной части Ленингорского района, находившейся в зоне контроля Грузии. После войны в августе 2008 года село перешло под контроль властей РЮО.

## Топографические карты
- Лист карты K-38-65 Ленингори. Масштаб: 1 : 100 000. Издание 1979 г.